# Ellis Stratakos
Ellis G. Stratakos (* 1903; † Januar 1961) war ein US-amerikanischer Jazzposaunist und Bandleader des New Orleans Jazz. Er gilt als einer der ersten griechischstämmigen Jazzmusiker Amerikas.

## Leben und Wirken
Ellis Stratakos wuchs in Gulfport (Mississippi) auf und spielte die Snare Drum in einer lokalen Band. Vor 1920 zog er nach New Orleans, wo er afroamerikanische Jazzclubs besuchte; um 1921 gründete Stratakos seine erste Band, die New Orleans Louisiana Jazzers. Im Oktober 1924 spielte er als Posaunist in New York bei Johnny DeDroit, bei dessen Aufnahmen für OKeh er mitwirkte („Eccentric“); weitere Aufnahmen mit dessen Band entstanden im Januar 1925 („When My Sugar Walks Down the Street“). In New Orleans leitete er in den folgenden Jahren das Pine Hills Orchestra und  das Hotel Jung Orchestra, dem zeitweise auch Irving Fazola angehörte. Anfang 1929 nahm er für Vocalion die beiden Titel „A Precious Thing Called Love“ und „Weary River“ auf; in seiner Band spielten John Hyman (alias Johnny Wiggs, Kornett), Howard Reed (Kornett), John Reininger, Joe Loyacano (Altsaxophon), Eddie Powers (Tenorsaxophon), Joe Wolfe (Piano),  Fred Loyacano (Gitarre, Gesangl), Dave Fridge (Tuba) und Von Gammon (Schlagzeug). Im Bereich des Jazz war er zwischen 1927 und 1929 an drei Aufnahmesessions beteiligt. 1919 leitete er ein kurzlebiges Orchester, in dem auch der 18-jährige Louis Prima spielte. In den 1930er-Jahren arbeitete er weiterhin mit eigenen Formationen (u. a. mit Ray Bauduc), deren Auftritte z. T. auch vom Rundfunk übertragen wurden. Ab den 1940er-Jahren arbeitete er in Gulfport außerhalb des Musikgeschäfts.